# Trioxys mexicanus
Trioxys mexicanus är en stekelart som beskrevs av Jaroslav Stary och Remaudiere 1982. Trioxys mexicanus ingår i släktet Trioxys och familjen bracksteklar. Inga underarter finns listade i Catalogue of Life.